# Junk
«Junk» es una canción escrita por el músico británico Paul McCartney y que aparece en su disco McCartney de 1970. La canción fue compuesta en 1968, durante el retiro de The Beatles en la India. No aparece en ningún disco de estudio de The Beatles, aunque sí aparece en el álbum Anthology 3.

## Historia
«Junk» es una de muchas canciones escritas por The Beatles en Rishikesh (India), donde practicaron meditación en el áshram de Maharishi Mahesh Yogui. 
A finales de mayo de 1968, en el búngalo Kinfauns, de George Harrison, en las cercanías de Esher (condado de Surrey), Paul McCartney grabó un demo de «Junk» de 2:25 min. Cuenta con una introducción de guitarra y una segunda voz y risas (posiblemente de John Lennon) que no aparecen en las otras grabaciones. En Kinfauns, Los Beatles grabaron demos de al menos 26 canciones, muchas de las cuales posteriormente aparecieron en el álbum de estudio The Beatles (conocido popularmente como el Álbum blanco, de 1968). Estos demos «Kinfauns» fueron ampliamente pirateados en los años setenta.
La banda consideró que esta canción formara parte del Álbum blanco, pero finalmente quedó fuera (tal vez debido a la gran cantidad de canciones que McCartney había creado a su regreso de la India).
Un año después consideraron grabarla para el álbum Abbey Road (de 1969), pero también quedó fuera.
El 9 de enero de 1969 ―durante las sesiones de grabación del álbum Get Back en Twickenham Film Studios―, McCartney grabó una versión muy breve (de apenas 16 segundos) en un simulacro de francés.
A finales de 1969 o principios de 1970, Paul McCartney registró esta canción en su casa con una grabadora de cuatro pistas, y tocó todos los instrumentos (guitarra, bajo y batería).
En 1970, McCartney volvió a grabar la canción en ocho pistas ―voz, guitarra acústica, bajo, xilofón y una batería bastante prominente; mientras su esposa Linda McCartney hizo la segunda voz― en Morgan Studios (de Londres) y la publicó en su primer álbum solista, titulado McCartney (de 1970). Duraba solamente 1:57.
Al final de la canción (con letra) hay una versión instrumental de «Junk» ―llamada «Singalong Junk» (‘Junk para karaoke’)― con la melodía ejecutada en el piano, acompañada por guitarra acústica y eléctrica, bajo, batería y samples de cuerdas grabados en el teclado Mellotrón. Se dice que esta versión de la canción habría sido el fondo instrumental original sobre el que McCartney había planeado cantar, pero para la versión vocal optó por el arreglo más simple (con guitarra, bajo y batería).

La escribí originalmente en la India, en el campamento de Maharishi, y la completé poco a poco en Londres. Grabé la voz, dos guitarras acústicas y el bajo en mi casa, y más tarde le añadí el bombo, el redoblante con escobillas, un pequeño xilófono y segunda voz en Morgan.
Originally written in India, at Maharishi's camp, and completed bit by bit in London. Recorded vocal, two acoustic guitars, and bass at home, and later added to (bass drum, snare with brushes, and small xylophone and harmony) at Morgan.
Paul McCartney, 1970

La grabación que apareció en el álbum Anthology 3 (en 1996), duraba 2:38 min.
La canción aparece nuevamente en el álbum recopilatorio Pure de 2016.